# Pterolonche vallettae
Pterolonche vallettae is een vlinder uit de familie Pterolonchidae. De wetenschappelijke naam is voor het eerst geldig gepubliceerd in 1955 door Amsel.
De soort komt voor in Europa.